# Анвик (коммуна)
Анвик (фр. Henvic) — муниципалитет во Франции, в регионе Бретань, департамент Финистер. Население — 1 267 человека (2019).
Муниципалитет расположен в около 470 км к западу от Парижа, 180 км к западу от Ренна, 75 км к северу от Кемпера.

## Экономика
В 2007 году среди 812 человек в трудоспособном возрасте (15-64 лет) 583 были активны, 229 — неактивные (показатель активности 71,8 %, в 1999 году было 66,7 %). С 583 активных работало 539 человек (304 мужчины и 235 женщин), безработных было 44 (17 мужчин и 27 женщин). Среди 229 неактивных 57 человек было учениками или студентами, 95 — пенсионерами, 77 были неактивными по другим причинам.
В 2008 году в муниципалитете числилось 573 налогооблагаемых домохозяйств в которых проживали 1322 человека, медиана доходов выносила 17 158 евро на одного потребителя.